# Gasthaus Zur Post (Perlach)

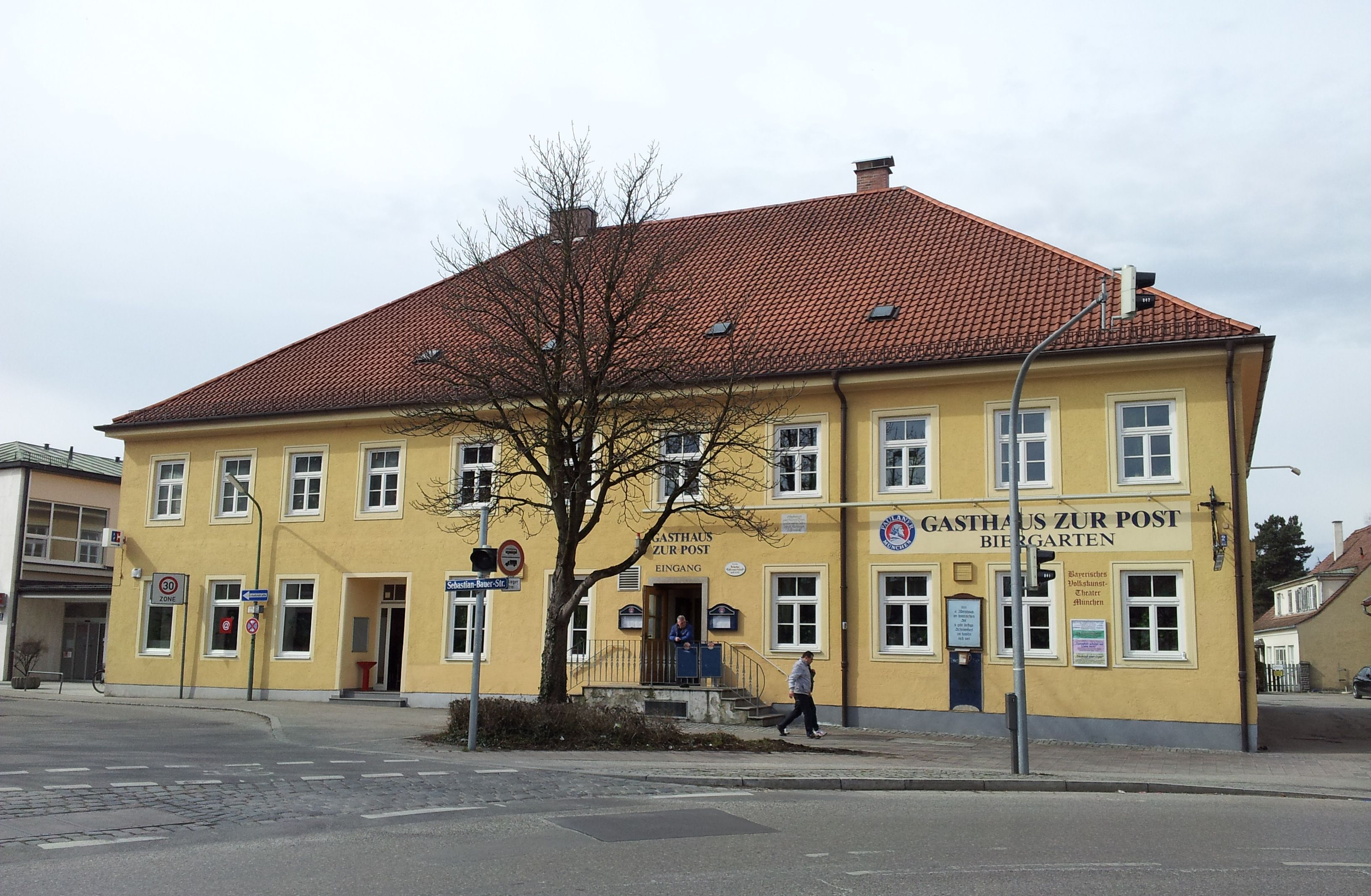
Frontansicht des Gasthauses zur Post in Perlach

Das Gasthaus zur Post ist ein seit dem 15. Jahrhundert belegtes Gasthaus in München-Perlach, das zwischenzeitlich als Poststation genutzt wurde.

## Lage
Das Gasthaus zur Post befindet sich am Pfanzeltplatz in Perlach, umgeben von alten Bauernhäusern und moderneren seit dem 19. Jahrhundert erbauten Wohn- und Verkaufshäusern.

## Geschichte
Das Gasthaus zur Post findet als Perlacher Tafernwirtshof 1446 erstmalige Erwähnung. Im Jahr 1691 bekam Johann Paul Dägn (Vater des Kapuzinerpaters Emmerich Däger) die Perlacher Tafernwirtschaft von seinem Vater und Wirt Franz Dägn überlassen. Einst wurde das Lokal zur Poststation umfunktioniert, worauf sich auch der heutige Name Gasthaus zur Post zurückführen lässt.
In der ersten Hälfte des 19. Jahrhunderts war Joseph Aichinger Tafernwirt im Gasthaus zur Post. Gleichzeitig wurde das Gebäude zu diesem Zeitpunkt als Metzgerei und Brandweinbrennerei genutzt. Am 10. Mai 1840 brannte das zu diesem Zeitpunkt Reale Tafernwirtschaft genannte Gebäude zufolge einer Gedenktafel ab.
Der heutige Baukörper wurde 1840 neu errichtet und steht mit unter Ensembleschutz und unter Denkmalschutz (Akten-Nr. D-1-62-000-5290).:72
Im Jahr 1927 würde das Gasthaus zur Post von der damals so genannten Paulaner- und Salvatorbrauerei AG gekauft.

## Aktuelle Nutzung
Seit September 2024 wird das Gasthaus unter dem Namen „Gasthaus zur Post Altperlach“ betrieben. Die Räumlichkeiten umfassen einen Hauptraum für etwa 50 Personen, einen Nebenraum für bis zu 40 Personen sowie einen Biergarten. Das Gasthaus dient auch als Veranstaltungsort für Feiern und Veranstaltungen verschiedener Art.